# Misja międzyplanetarna
Misja międzyplanetarna (tyt. oryg. Mission Interplanetary) – powieść fantastycznonaukowa kanadyjskiego pisarza A.E. van Vogta, opublikowana w 1950 roku pod tytułem The Voyage of the Space Beagle, ponownie wydana w 1952 r. pod tytułem Mission: Interplanetary. W Polsce wydana przez Iskry w 1972 r. w serii Fantastyka-Przygoda, w tłumaczeniu Zofii Kierszys.
Powieść została stworzona przez połączenie czterech wydanych wcześniej krótszych form: "Black Destroyer" (1939, Astounding), "War of Nerves" (1950, Other Worlds), "Discord in Scarlet" (1939, Astounding), "M33 in Andromeda" (1943, Astounding).